# Arabis abietina
Arabis abietina là một loài thực vật có hoa trong họ Cải. Loài này được Bornm. mô tả khoa học đầu tiên năm 1936.